# COMMAND.COM
COMMAND.COM és l'antic intèrpret d'ordres en Windows. Per veure l'article actual, vegi-ho a Intèrpret d'ordres en Windows
COMMAND.COM és un intèrpret d'ordres per a Sistema operatiu de disc i versions de Windows de 16/32 bits (95/98/98 ES/EM). En ser el primer programa que s'executa després de l'inici, posseeix també el rol de la configuració del sistema executant el fitxer autoexec.bat.
Com intèrpret de comandes, té dos modes d'execució. El primer és el mode interactiu, en el qual l'usuari escriu ordres dels quals executades després. El segon és el manera per lots (batch), que executa una seqüència predefinida de comandaments guardada com un fitxer batch, és a dir, un fitxer de text amb l'extensió .bat.
El successor de COMMAND.COM en Windows NT/2000/XP/2003/Vista/7 i OS/2 és cmd.exe, encara que en els sistemes Windows segueix estant per oferir compatibilitat amb vells programes de Sistema operatiu de disc.

## Ordres interns
Aquesta secció no pretén mostrar totes les ordres disponibles, sinó servir com vista general per a les característiques més comunes. Totes les comandes són executats només per pressió de la tecla Intro (Enter) al final de la línia. COMMAND.COM no discrimina majúscules, significant això que les comandes poden ser introduïdes en majúscules o minúscules indiferentment (Ex: Dir, dir, dir tots donaran el mateix resultat) 

### Comandaments del sistema de fitxers
A més de la seva funció principal com a intèrpret, COMMAND.COM posseeix un nombre de comandes interns propis per treballar amb fitxers.
Per executar un programa simplement s'escriu el seu nom. Tampoc és necessari usar l'extensió (Ex: nc.exe pot ser executat com nc).
Per canviar la unitat en què s'està treballant, escrigui la lletra assignada seguit de : (Ex: D:)
Algunes altres comandes:
- DIR: Mostra en llista els fitxers en el directori actual.
- CD, CHDIR: Canvia el directori actual.
- COPY: Copia un o més fitxers d'una ubicació a una altra (si ja existeix en la nova ubicació, es preguntarà si es vol reemplaçar). Vegeu també XCOPY, eina que pot copiar estructures de directoris completes.
- REN, RENAME: Reanomena un arxiu o directori.
- DEL, ERASE, DELETE: Elimina un fitxers. Quan s'usa en un directori, elimina tots els fitxers que contingui, però no esborrara el directori en si.
- MD, mkdir: Crea un nou directori.
- RD, rmdir: Elimina un directori buit.
- VOL: Mostra informació sobre el volum de disc.
- LABEL: Mostra o canvia l'etiqueta de volum del disc.
- VERIFY: Habilita o deshabilita la verificació d'escriptura per a fitxers.
- TYPE: Mostra el contingut d'un fitxer en la consola.
- FORMAT: Formata disquets i altres unitats amb el paràmetre ? per obtenir informació del format i altres paràmetres
- MSCDEX: Obté accés al CD-ROM
- DISKCOPY: Còpia disquets
- PING <Adreça de xarxa o nom de host remot>: Retorna l'interval de retard en la connexió amb l'equip que s'especifiqui.
- SCANDISK: comanda que activa el Scandisk Version del DOS i de Windows segons la seva configuració del MS-DOS de Windows
- CHKDSK: comanda que activa el seu vell sistema de verificació de disc però segueix vigent actualment en el sistema
- FDISK: Crea, elimina i modifica particions de més de 32 Mb

### Altres ordres
Tots els comandaments del mode interactiu poden ser usats en fitxers per lots (batch)
- BREAK: Controla el maneig d'interrupcions de programa amb Ctrl+C.
- CLS: Neteja la pantalla de comandes anteriors.
- CTTY: Defineix els dispositius d'entrada i sortida a usar.
- DATE: Estableix la data del sistema.
- ECHO: Indica si el text és mostrat o no. També mostra text a la pantalla.
- PATH: Mostra o canvia el valor de la variable d'entorn PATH la qual controla els llocs on els executables són buscats.
- PAUSE: Atura l'execució del programa i mostra un missatge advertint a l'usuari de pressionar una tecla per continuar.
- PROMPT: Mostra o canvia el valor de la variable interna PROMPT que controla l'aparença del prompt.
- SET: Estableix el valor d'una variable d'entorn sense arguments, mostra totes les variables d'entorn definides.
- TIME: Estableix l'hora del sistema.
- VEURE: Mostra la versió del sistema operatiu.
- DEBUG: Mostra el corrector de l'MS-DOS
- EDLIN: L'editor de text inclòs el MS-DOS i ha estat reemplaçat per EDIT durant la versió 5.0 i pot modificar autoexec.bat
- EDIT: L'editor vigient actualment en el MS-DOS. Treballa en format ASCII i crea documents de textos